# Белый пароход
«Белый пароход» (кирг. Ак кеме) — повесть Чингиза Айтматова. Впервые была опубликована в 1970 году в журнале «Новый мир» (№ 1). В этом же году повесть вышла в однотомнике писателя «Повести и рассказы», вышедшем в издательстве «Молодая гвардия» под названием «После сказки (Белый пароход)».
В 2013 году включена в список «100 книг для школьников», рекомендованный Министерством образования и науки РФ для самостоятельного чтения.

## Сюжет
Действие повести происходит в Кыргызстане. Главный герой — мальчик семи лет, который живёт на заповедном кордоне, на берегу озера Иссык-Куль. Егерю Орозкулу и его жене Бекей (родной тёте мальчика) он неинтересен. Единственный человек, которому небезразлична его судьба — дед Момун, помощник егеря в заповеднике.
У мальчика немного радостей в жизни. Ему не с кем поговорить, свои мысли он доверяет неодушевлённым предметам: камням в округе, биноклю, школьному портфелю. Мальчик решил, что его отец служит матросом на красивом белом пароходе, показывающемся время от времени на волнах озера. Мальчик представляет, что превращается в рыбу и плывёт навстречу белому пароходу.
У него были две сказки. Одна своя, о которой никто не знал. Другая та, которую рассказывал дед. Потом не осталось ни одной. Об этом речь.
Ещё одна история, в которую верит мальчик, — сказка о матери-оленихе, покровительнице рода. Но маралы,  которых киргизы исстари почитали священными животными, становятся в XX веке объектом браконьерского промысла. Орозкул, егерь в заповеднике, за подношения разрешает рубить реликтовые сосны.

Однажды, напоив Момуна водкой и пригрозив увольнением, Орозкул заставил его застрелить самку марала. Нургазы проснулся ночью из-за смеха и запаха. Выбежав на улицу, он увидел пьяного деда, лежавшего на земле и убитого оленя. Увидев всю эту сцену, Нургазы становится плохо, начинается жар. Нургазы стал будить его. Он не смог разбудить дедушку и заплакав, сказал, что он уйдет и станет рыбой и будет плавать и чтобы передал он Кулубеку, что стал рыбой и побежал он на берег реки и погрузился в воду. Никто так и не заметил что мальчик стал рыбой, поплыв вместе с водой.
Но ты уплыл. Знал ли ты, что никогда не превратишься в рыбу. Что не доплывешь до Иссык-Куля, не увидишь белый пароход и не скажешь ему: «Здравствуй, белый пароход, это я!» … И в том ещё, что детская совесть в человеке — как зародыш в зерне, без зародыша зерно не прорастает. И что бы ни ждало нас на свете, правда пребудет вовеки, пока рождаются и умирают люди… Прощаясь с тобой, я повторяю твои слова, мальчик: «Здравствуй, белый пароход, это я!»
В конце никто не знает и не узнает стал ли он рыбкой, доплыл ли он до белого парохода или не доплыл, можно ли надеяться на его спасение, или печален конец и такова судьба его.

## Использование
- 1975 — фильм «Белый пароход», реж. Болотбек Шамшиев
- 1977 — спектакль «Белый пароход», Башкирский театр кукол, реж. Владимир Штейн
- 2020 — фильм «Шамбала», реж. Артыкпай Суюндуков[2][3]
- 2021 — спектакль «Белый пароход», Белгородский театр кукол, реж. Владимир Гусаров
- 2022 — спектакль «Ак пароход» («Белый пароход»), Атнинский татарский драматический театр им. Г. Тукая, реж. Илсур Казакбаев